# Порой (язовир)
Язовир „Порой“ е селскостопански язовир в Област Бургас, на територията на община Поморие, на 13 км от Слънчев бряг.
Язовирът е разположен по поречието на Хаджийска река между селата Порой и Оризаре на площ от 4450 декара и общ обем 45.200 млн. куб.м.
Подходящ е за стопански, любителски риболов и спортен риболов както и за разходка с лодка или просто за излет край достъпните му ниски брегове, които предлагат чудесни места за пикник или къмпингуване. В язовира могат да бъдат уловени толстолоб, шаран, каракуда, таранка, белевица, червеноперка и други.
През 2020 г., във връзка с очертаващата се криза във водоснабдяването на Бургас и курортите заради намаления обем на язовир „Камчия“ и продължителното засушаване, заедно с язовир „Ахелой“ е определен за резервно водоснабдяване и спешен ремонт.